# San Antonio (Nova Ecija)
San Antonio é um município de  primeira classe de renda municipal (d) na província Nova Ecija, nas Filipinas. De acordo com o censo de 1 de maio  de  2020 possui uma população de 83 060 pessoas e 20 527 domicílios.